# Emfáze
Emfáze (z řec. emphasis, zdůraznění) je proces používaný v elektrotechnice pro zlepšení přenosových parametrů. Skládá se ze dvou částí: preemfáze na straně vysílače a deemfáze na straně přijímače. Používá se hlavně u frekvenčně modulovaných signálů, např. vysílání FM rozhlasu.
Principem emfáze je cílená úprava amplitudově-frekvenční charakteristiky signálu tak, aby se snížily účinky šumu na přenosový kanál.
Při preemfázi se část frekvenčního spektra zesílí, při deemfázi se stejná část stejným způsobem zeslabí. Jelikož míra šumu při frekvenční modulaci s kmitočtem roste, zesílením a následným zeslabením vysokofrekvenční části signálu dojde ke snížení celkové úrovně šumu (ke zvýšení poměru signál/šum. U FM rozhlasu se používá zesílení se strmostí 6 dB/oktáva (3 dB/dekáda).
Preemfáze a deemfáze se může používat i v jiných situacích, kdy je známá frekvenční charakteristika šumu, např. při záznamu a zpracování zvuku.